# Municipio de Canfield (Dakota del Norte)
El municipio de Canfield (en inglés: Canfield Township) es un municipio ubicado en el condado de Burleigh en el estado estadounidense de Dakota del Norte. En el año 2010 tenía una población de 11 habitantes y una densidad poblacional de 0,12 personas por km².

## Geografía
El municipio de Canfield se encuentra ubicado en las coordenadas 47°10′48″N 100°23′55″O / 47.18000, -100.39861. Según la Oficina del Censo de los Estados Unidos, el municipio tiene una superficie total de 93.09 km², de la cual 91,96 km² corresponden a tierra firme y (1,21 %) 1,13 km² es agua.

## Demografía
Según el censo de 2010, había 11 personas residiendo en el municipio de Canfield. La densidad de población era de 0,12 hab./km². De los 11 habitantes, el municipio de Canfield estaba compuesto por el 100 % blancos. Del total de la población el 0 % eran hispanos o latinos de cualquier raza.